# Karl von Engelbrecht
Karl Friedrich Julius Eugen von Engelbrecht (* 1. November 1846 in Wesel; † 3. August 1917 in Bonn) war ein preußischer Generalleutnant.

## Leben
Er entstammte der weitverzweigten Familie Engelbrecht. Seine Eltern waren der preußische Major im 17. Landwehr-Regiment Eugen Engelbrecht (1806–1856) und Luise, geborene Miller (1811–1851). Sehr frühzeitig wurde er auf eine militärische Berufskarriere orientiert.
In seiner Jugendzeit durchlief Engelbrecht die Kadettenausbildung. Die militärische Laufbahn begann als Portepee-Fähnrich zu Ostern 1864 in der Preußischen Armee. Nach einem Jahr stieg er im Herbst 1865 zum Sekondeleutnant beim Ulanen-Regiment Nr. 7 auf. Als Regimentsadjutant nahm er 1870/71 am Krieg gegen Frankreich teil und wurde am 28. Januar 1871 für seine Leistungen mit dem Eisernen Kreuz II. Klasse sowie am 25. Mai 1871 mit dem Ritterkreuz II. Klasse des Ordens vom Zähringer Löwen mit Schwertern ausgezeichnet. Nachdem er im selben Jahr zum Premierleutnant avanciert war, wurde Engelbrecht 1872 zunächst Adjutant der 6. Division, bereits aber 1873 Adjutant der Militär-Veterinärinspektion. 1877 erfolgte seine Beförderung zum Rittmeister und 1878 seine Versetzung als Adjutant der 8. Division. Am 22. Februar 1881 wurde er in den Großen Generalstab aufgenommen.
Zum April 1882 wurde Engelbrecht von Kaiser Wilhelm I. als Militärattaché an die deutsche Botschaft in Rom entsandt. Dieses Amt, das Engelbrecht auch nach der Thronbesteigung Kaiser Wilhelms II. 1888 beibehielt, übte er bis 1895 aus. In den Jahren 1887 bis 1890 spielte Engelbrecht eine Rolle bei den politischen Machinationen, die im Sturz des Reichskanzlers Otto von Bismarck führten: Im Auftrag des Generalstabschefs Alfred von Waldersee fälschte Engelbrecht – wie auch die Attachés in Sankt Petersburg, Wien und Paris – Berichte über die Wirkungen deutscher Aktivitäten im Ausland, die gezielt ein schlechtes Licht auf die Bismarcksche Außenpolitik werfen sollten. Waldersee benutzte und manipulierte die bei ihm eingehenden Berichte, um sie dem jungen Kaiser vorzulegen und damit das sowieso angespannte Verhältnis von Wilhelm II. zunutze, weitere Stimmungen gegen Bismarck auszulösen, was mit dazu führte den Monarchen noch verfestigter gegen seinen Kanzler einzunehmen. Besondere Bedeutung erhielt Engelbrechts Stellung nach der italienischen Niederlage bei Adua aufgrund einer besonderen Vereinbarung Wilhelms II. und des italienischen Königs Umberto, die Engelbrecht als ihre ständige Mittelperson bestimmte.
Zwischenzeitlich in den Rang eines Oberst aufgestiegen, wurde Engelbrecht im Oktober 1895 schließlich als Militärattaché durch Albano von Jacobi ersetzt. Die ursprüngliche Absicht des Kaisers, Engelbrecht nach dem Ende seiner Attachézeit in Rom zum neuen Botschafter des Deutschen Reiches in Italien zu machen, kam dabei nicht mehr zum Tragen. Unter Belassung in seinem Kommando an der Botschaft in Rom wurde Engelbrecht am 22. Mai 1889 zum Flügeladjutanten des Kaisers und Königs ernannt. 1896 folgte nach seiner Beförderung zum Generalmajor à la suite die Ernennung zum Generaladjutant seiner Majestät des Kaisers. In dieser Stellung blieb Engelbrecht bis 1897. Bereits am 16. Juni 1896 hatte er auch das Kommando über die 16. Kavallerie-Brigade in Saarbrücken übernommen, die er bis zum 23. Mai 1898 befehligte.
Anschließend beauftragte man ihn mit der Wahrnehmung der Geschäfte des Inspekteurs der 4. Kavallerie-Inspektion. Mit der Beförderung zum Generalleutnant am 18. April 1899 wurde Engelbrecht schließlich zum Inspekteur ernannt. Diesen Posten bekleidete er bis zum 6. Juni 1900 und wurde dann mit der gesetzlichen Pension zur Disposition gestellt. In Würdigung seiner langjährigen Verdienste erhielt er am 19. Juni 1900 den Kronenorden I. Klasse.
Am 12. Dezember 1912 erhielt Engelbrecht im Neuen Palais gnadenweise die preußische Berechtigung zur ferneren Führung des Adelsprädikats mit Diplom vom 3. Juni 1912.

### Familie
Engelbrecht war seit 1879 mit Freiin Marie von Sinner (* 1859) vermählt, mit der er zwei Töchter und zwei Söhne hatte. Der Älteste von ihnen standen ebenfalls als Offiziere in der Armee. Der jüngere Sohn Harald studierte Medizin und schlug eine Berufsentwicklung im Gesundheitsbereich ein. Daneben war er Hauptmann der Reserve.